# Kostel svaté Maří Magdalény (Dětmarovice)
Kostel svaté Marie Magdaleny v obci Dětmarovice (okres Karviná) je farní kostel, který byl postaven v letech 1868–1870 a je kulturní památka České republiky.

## Historie
První písemná zmínka o obci Dětmarovice je z roku 1305. Původní kostel byl orientovaný dřevěný z roku 1447. Zchátralý dřevěný kostel byl rozebrán v roce 1868, z jeho dřeva byla postavena prozatímní kaple (80 × 40 m). Pro zvony byla postavena zvonice na pozemku (na kopci) pana Nebroje. Plány a dohled na stavbě měl ostravský stavitel František G. Böhm, který předložil plány v roce 1865 včetně rozpočtu 28 728,02 zlatých rakouské měny. Kostel sv. Marie Magdalény byl postaven na místě původního dřevěného kostelíku, ale v orientaci sever–jih. V roce 1958 akademický malíř Josef Drha provedl výzdobu stropu malbami, které znázorňují výjevy z bible. V interiéru jsou umístěny i některé sochy z původního dřevěného kostelíku. Jsou dílem regionálního umělce z konce 18. století. V roce 2010 byl kostel sv. Maří Magdalény a úsek ohradní zdi se vstupní branou prohlášen kulturní památkou ČR. V roce 1993 byl kostel vykraden. Byla zcizena monstrance, kalichy, ciboria a některé dřevěné sošky.
Kostel svaté Máří Magdalény patří Římskokatolické farnosti Dětmarovice, Děkanát Karviná. Na Bílou sobotu 15. dubna 2017 byla pokřtěna v bazilice svatého Petra ve Vatikánu papežem Františkem první Češka z dětmarovické farnosti paní Taťána Čempelová.

## Popis
Jednolodní neorientovaná podélná zděná stavba. Osově v průčelí hranolová věž.

### Zvony
Pro kostel sv. Maří Magdalény byly zhotoveny tři zvony. V roce 1870 byly zvony znova vysvěceny a zavěšeny do věže. Zvony byly rekvírovány v době první světové války. V roce 1995 byly ve věži kostela nainstalovány tři nové bronzové zvony.

### Varhany
Varhany pocházejí z roku 1871, které vyrobil novojičínský varhanář Karl Neusser. Varhany byly opravovány v roce 1988. V roce 2016 byly varhany prohlášeny kulturní památkou. V roce 2016 bylo zahájeno restaurování a rekonstrukce varhan krnovskou firmou Varhanářská dílna Kánský - Brachtl, sdružení. Náklady na opravu byly stanoveny na 2 299 425 Kč (včetně DPH).